# Freddie Keppard

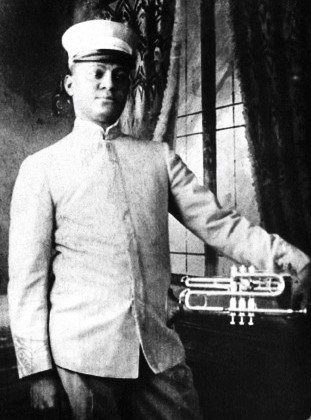
Freddie Keppard (1908)

Freddie Keppard, manchmal auch Freddy Keppard geschrieben, (* 27. Februar 1889 oder 1890 in New Orleans; † 15. Juli 1933 in Chicago) war ein US-amerikanischer Kornettist im frühen Jazz.

## Leben
Keppard spielte Mandoline, Violine und Akkordeon, bevor er zum Kornett wechselte. Er spielte in New Orleans im Olympia Orchestra (ab 1906) und danach als einer der Nachfolger von Buddy Bolden in Frankie Dusens Eagle Band. Er galt nach Boldens Karriereende mit dessen Einlieferung in eine Nervenheilanstalt 1907 als führender Kornett-Spieler der Stadt (King Keppard).
Zwischen 1913 und 1914 spielte er zusammen mit Martin Gabriel im The National Orchestra - Ensemble.
Ende 1912 ging er mit Bill Johnsons Band nach Los Angeles, und King Oliver übernahm in New Orleans seinen Thron. Mit Johnson und ihrem Original Creole Orchestra tourten sie 1914 bis 1918 in Vaudeville-Shows im ganzen Land. Das Publikum im Norden der USA erhielt so erstmals einen Eindruck des in New Orleans gespielten Jazz – damals allerdings noch nicht so genannt. 1915 erhielten sie in New York ein Angebot zu Plattenaufnahmen von Victor, Keppard lehnte aber mit der Begründung ab, die angebotenen 25 Dollar würde er täglich an Gin konsumieren (ein anderer Grund war das Misstrauen, von der Plattenfirma reingelegt zu werden bzw. dass ihre Nummern von anderen Musikern gestohlen würden). Die Möglichkeit, ihn auf einigen der frühesten Jazz-Aufnahmen überhaupt zu hören, war damit für immer entschwunden.
Ab 1917 zog er nach Chicago, wo er mit den Bands von Jimmie Noone, Johnny Dodds, Lawrence Duhé, Erskine Tate, Doc Cook, Don Pasquall, Charles Elgar und Lil Hardin Armstrong spielte. Alle bekannten Aufnahmen stammen aus Chicago (1924–1927), insbesondere mit Freddie Keppard Jazz Cardinals (Stock Yard Strut 1926, eine Variante des Tiger Rag) und dem Doc Cooke’s Dreamland Orchestra. Nach Aussagen einiger Musiker, die noch beide kannten, hatte sein Stil die größte Ähnlichkeit mit dem des legendären Buddy Bolden, von dem keine Aufnahmen erhalten sind. Keppard starb vergessen durch Suizid in Chicago, ab 1928 an Tuberkulose erkrankt, was seine Arbeit unmöglich machte, und seit Jahren dem Alkoholismus verfallen.

## Diskographie
- Mit Erskine Tate’s Vendome Orchestra, Chicago 23. Juni 1923 (Okeh): Cutie Blues, Chinaman Blues
- mit Cook’s Dreamland Orchestra, Richmond (Indiana), 21. Januar 1924 (Gennett): Scissor Grinder Joe, Lonely Little Wallflower, So this is Venice, Moanful Man, The Memphis Maybe Man, The One I Love Belongs to Somebody Else,
- mit Cookie’s Ginger Snaps, Chicago, 22. Juni 1926 (Okeh): Messin Around, High Fever, Here Comes the Hot Tamale Man, Love Found for Me,
- mit Cook and his Dreamland Orchestra, Chicago, 10. Juli 1926 (Columbia): Here Comes the Hot Tamale Man, Brown Sugar, High Fever, Spanish Mama (u. a. mit Jimmie Noone)
- Freddie Keppard’s Jazz Cardinals, Chicago, September 1926: Stock Yards Slut, Messin Around, Salty Dog (mit Eddie Vincent (Posaune), Johnny Dodds (Klarinette), Arthur Campbell (Klavier), Jasper Taylor (Woodblocks), Papa Charlie Jackson (Gesang))
- mit Jasper Taylor and his State Street Boys, Chicago Januar 1927 (mit Eddie Ellis (Posaune), Johnny Dodds (Klarinette), Tiny Parham (Klavier), Jasper Taylor): Stomp Time Blues, It Must Be the Blues
- als Begleitung von Frankie Halfpint Jaxon (Gesang), Chicago, 28. Oktober 1927 (Vocalion): Hit Ta Ditty Low Down, Down at Jasper’s Bar-be-que, How Can I Get It?